# HP Indigo
HP Indigo Division é uma divisão de negócios e soluções gráficas da HP Inc.. Foi fundada em 1977 em Israel, como Indigo, e adquirida pela Hewlett-Packard em 2001 (mais de uma década antes da gigante da tecnologia se dividir em HP Inc. e Hewlett Packard Enterprise).  A HP Indigo desenvolve, fabrica e comercializa soluções de impressão digital, incluindo impressoras digitais industriais, materiais, suprimentos proprietários e soluções de fluxo de trabalho. A HP Indigo tem escritórios em todo o mundo, com sede em Ness Ziona, Israel.
A Indigo é conhecida como pioneira da tecnologia de impressão digital. Modelo de produção gráfica que refere-se à capacidade de imprimir sem placas ou outros processos de ferramentas, e tem três grandes benefícios, tornando a impressão curta e a impressão personalizada econômica, permite o uso de dados variáveis (como texto ou imagens), e torna possível a impressão just-in-time. Como resultado, a impressora digital mudou os modelos econômicos para impressão em uma ampla variedade de segmentos de mercado, incluindo rotulagem, embalagem, marketing, bem como livros didáticos, periódicos e periódicos educacionais. Esses aspectos são particularmente importantes dada a consolidação e diminuição da rentabilidade dos segmentos tradicionais de impressão, como o declínio dos jornais e revistas.
Além disso, a impressão digital reduz significativamente o desperdício de materiais associados à pré-imprensão, obsolescência e armazenagem.  Como uma prensa digital é capaz de imprimir uma imagem diferente para cada impressão individual em seu fluxo de saída, a prensa digital permite que campanhas de marketing cheguem aos consumidores de maneiras mais criativas e envolventes. Exemplos incluem anúncios altamente direcionados, edições sazonais e limitadas de consumíveis, introduções de novos produtos e produtos individualmente personalizados.
Em 10 de março de 2020, a HP anunciou uma nova arquitetura focada em velocidade para LEP chamada LEPx. Isso incluiu sua sexta geração de prensas. A primeira prensa usando LEPx, imprime a 120 folhas por minuto, e foi projetada para ter até 12 estações de tinta à prensa.